# Rhynchobelba altaica
Rhynchobelba altaica är en kvalsterart som beskrevs av Krivolutsky 1971. Rhynchobelba altaica ingår i släktet Rhynchobelba och familjen Suctobelbidae. Inga underarter finns listade i Catalogue of Life.